# Леонтьев, Анатолий Павлович
Анатолий Павлович Леонтьев (11 ноября 1934 — 8 февраля 2021) — советский хозяйственный, государственный и политический деятель.

## Биография
Родился в 1934 году в деревне Исаковка. Член КПСС с 1960 года.
Окончил Омский сельскохозяйственный институт им. С. М. Кирова, Академию общественных наук при ЦК КПСС (заочно).
С 1952 года — на хозяйственной, общественной и политической работе. В 1952—1998 гг. — участковый механик, заведующий ремонтной мастерской Таврической МТС, главный инженер совхоза "Ленинский Омской области, главный инженер совхоза «Гончаровский» Омской
области, директор совхоза «Ленинский», председатель исполкома Таврического районного Совета депутатов трудящихся Омской области, первый секретарь Черлакского райкома партии Омской области, заведующий сельскохозяйственным отделом, секретарь Омского обкома КПСС, председатель исполкома Омского областного Совета народных депутатов, первый секретарь Омского обкома КПСС, председатель Омского областного Совета народных депутатов, заместитель начальника Главного сельского и администрации Омской области.
Член ЦК КПСС (1990-1991). Народный депутат РСФСР. Делегат XXVIII съезда КПСС.
Похоронен на Старо-Северном мемориальном кладбище города Омска.